# Isonychus griseopilosus
Isonychus griseopilosus är en skalbaggsart som beskrevs av Moser 1921. Isonychus griseopilosus ingår i släktet Isonychus och familjen Melolonthidae. Inga underarter finns listade i Catalogue of Life.